# 在日本スウェーデン大使館
在日本スウェーデン大使館（ざいにほんスウェーデンたいしかん、スウェーデン語: Sveriges ambassad i Tokyo、英語: Embassy of Sweden in Tokyo）は、スウェーデンが日本の首都の東京に設置している大使館である。

## 歴史
1868年11月11日にディルク・デ・グラーフ・ファン・ポルスブルックがスウェーデンとノルウェーを代表して「大日本国瑞典国条約書」を締結して以来、スウェーデンと日本は外交関係を結んでいる。1907年までスウェーデン大使は日本に常駐していなかった。それ以前は、スウェーデンとノルウェーとの外交はオランダの外交使節が代行していた。日本の第二次世界大戦の敗戦後、アメリカは日本との外交関係を維持し、スウェーデンが公式に日本との外交使節を再確立するのは、占領下の日本が独立を取り戻す1952年を待つことになる。

## 不動産

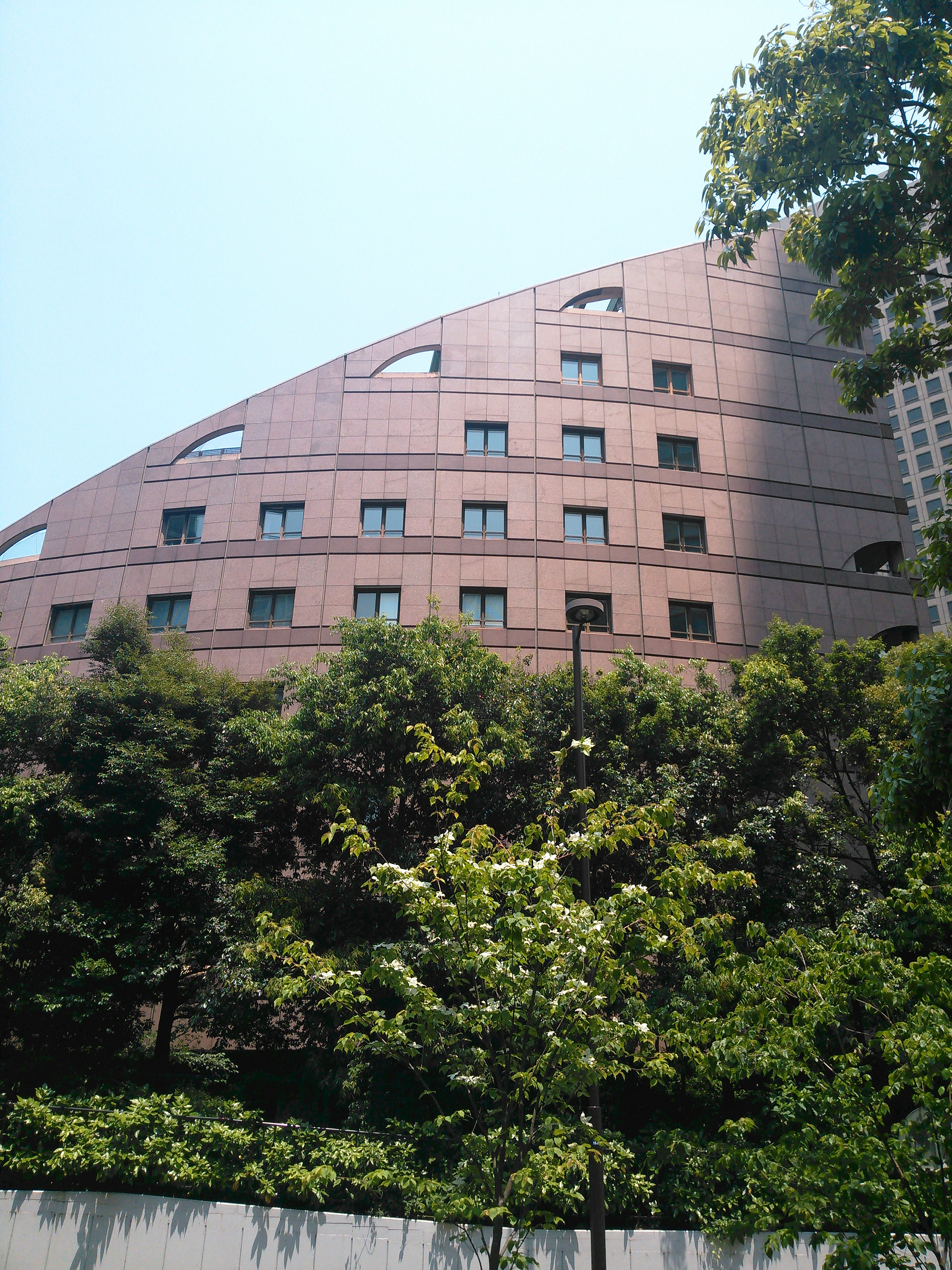
六本木の城山ガーデン内にある駐日スウェーデン大使館

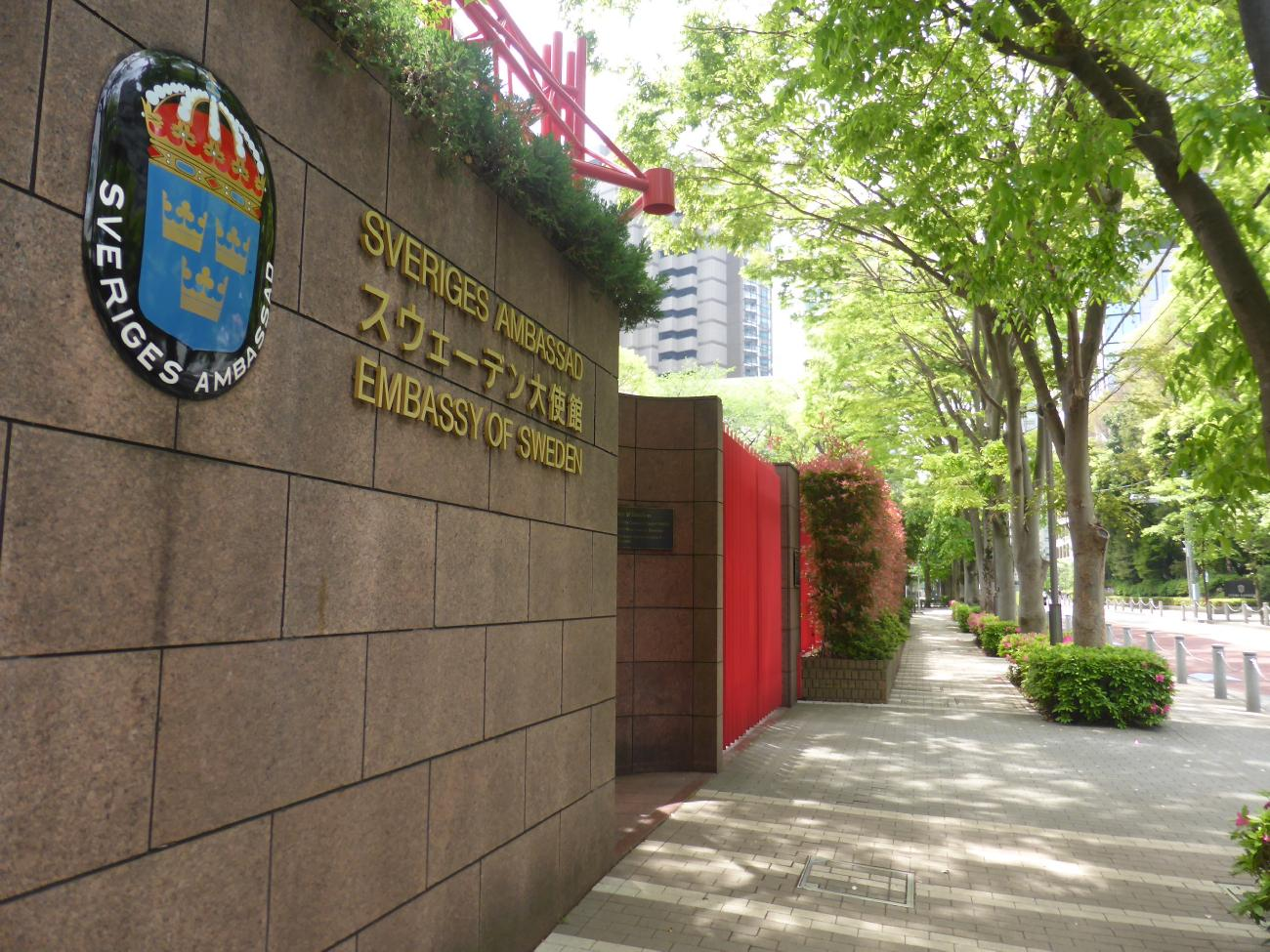
スウェーデンエントランス横にある国章

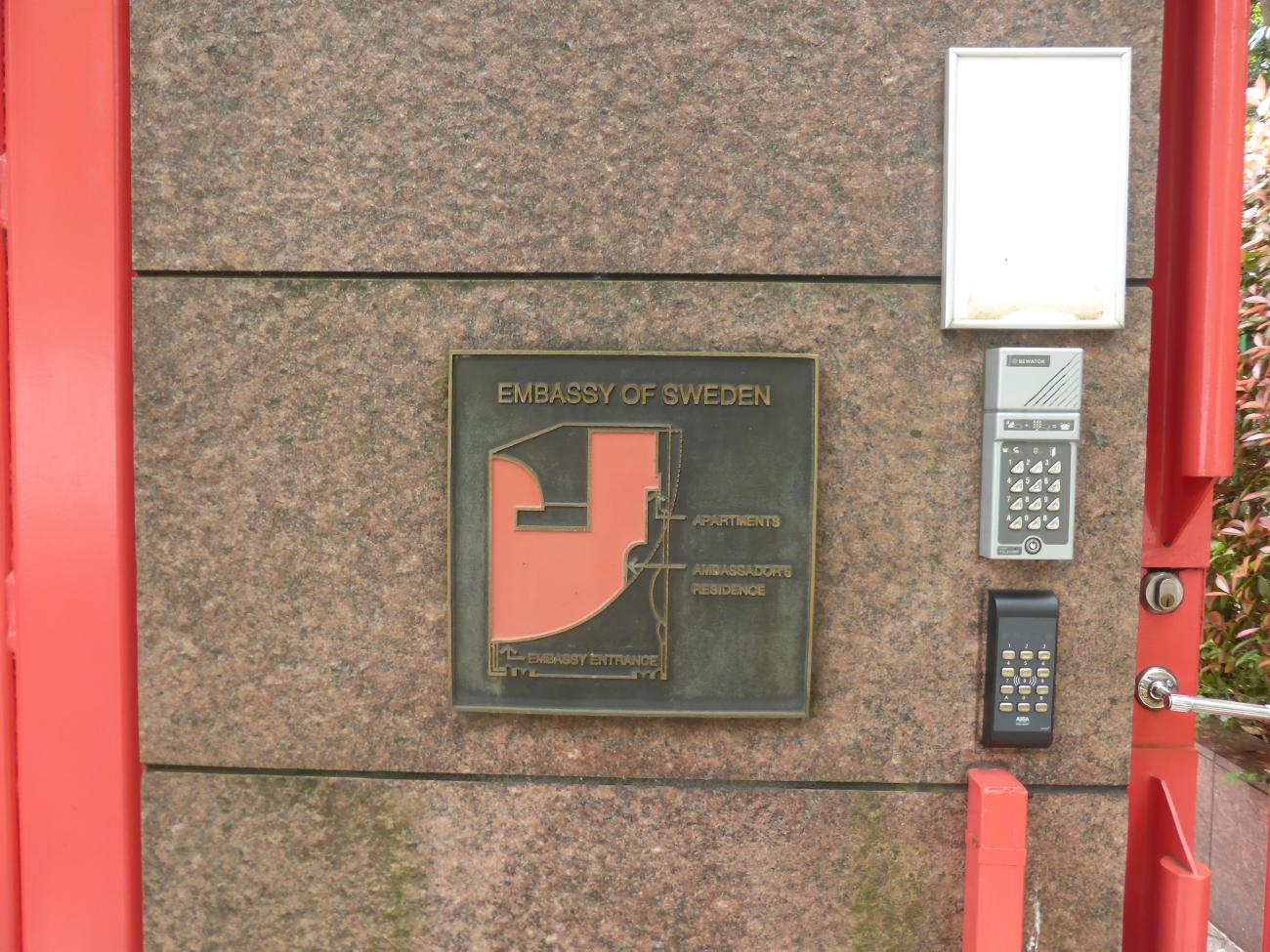
スウェーデン大使館の配置図

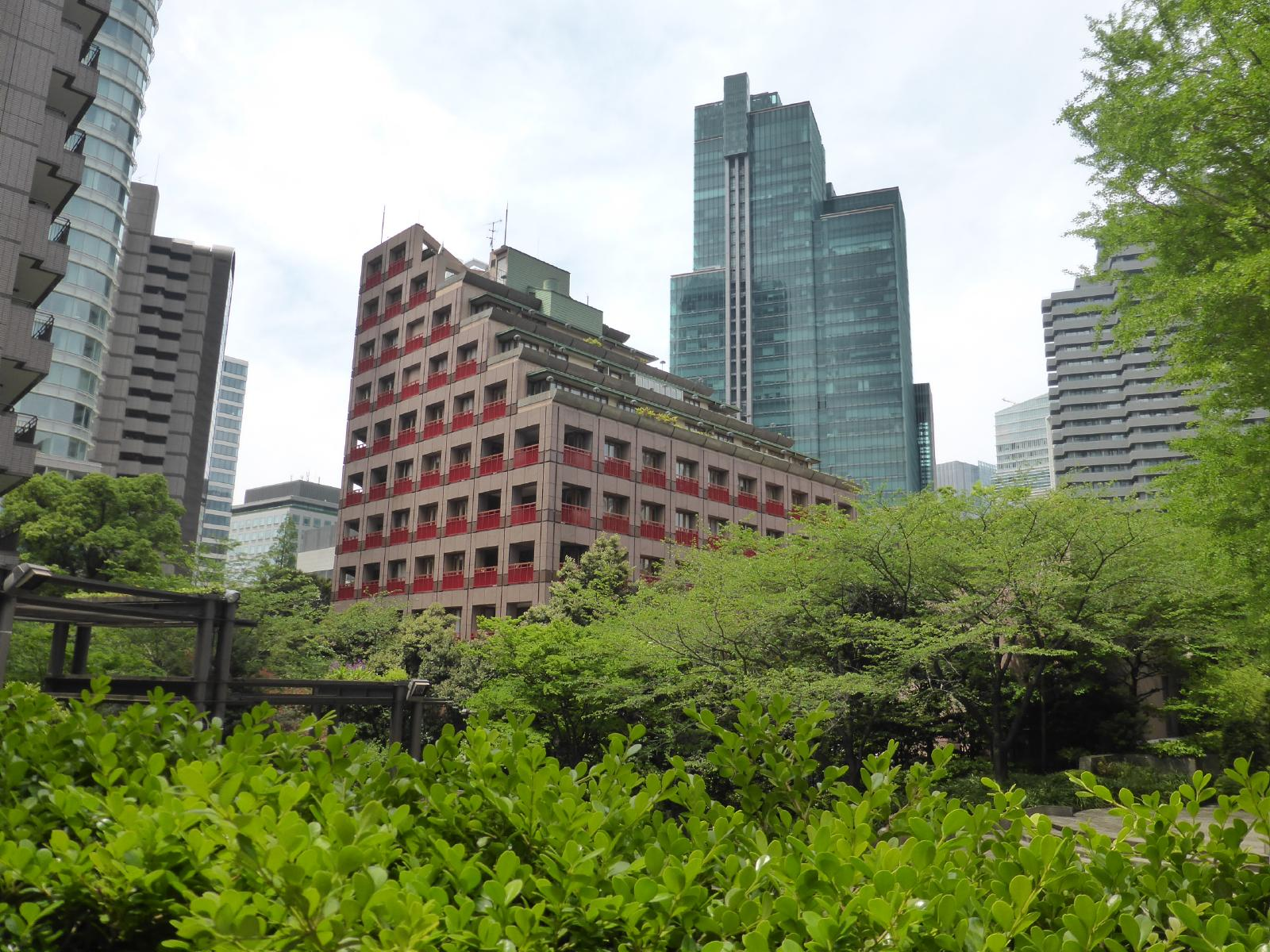
スウェーデン大使館職員宿舎

建物が建つ場所は、1930年代に起業家グループからスウェーデンの政府に寄贈されたものである。1987年、スウェーデン政府は土地の半分を10億クローネ強で売却した
。現在のスウェーデン大使館の施設は1991年に完成し、建築家ミカエル・グラニットと同僚加藤吉人によって設計された。大使館の建物には、大使館と公邸、ビジネス・スウェーデンの事務所および在日スウェーデン商工会議所（SCCJ）の事務所の区画が含まれる。さらに職員住宅約20戸、会議施設、講堂、展示ホール、レクリエーション施設がある。
- 建設した年：1989年 - 1991年
- 建築家：ミカエル・グラニット、BSK Arkitekter AB
- 住所：港区六本木1-10-3-100
- 構造：SRC
- 階数：B2/8F
- 竣工年：1991年
- 延床面積：10,360㎡
- スウェーデン大使館、東京、日本、城山ガーデン
- ベルイマン・ホール
- アルフレッド・ノーベル講堂

## アクセス

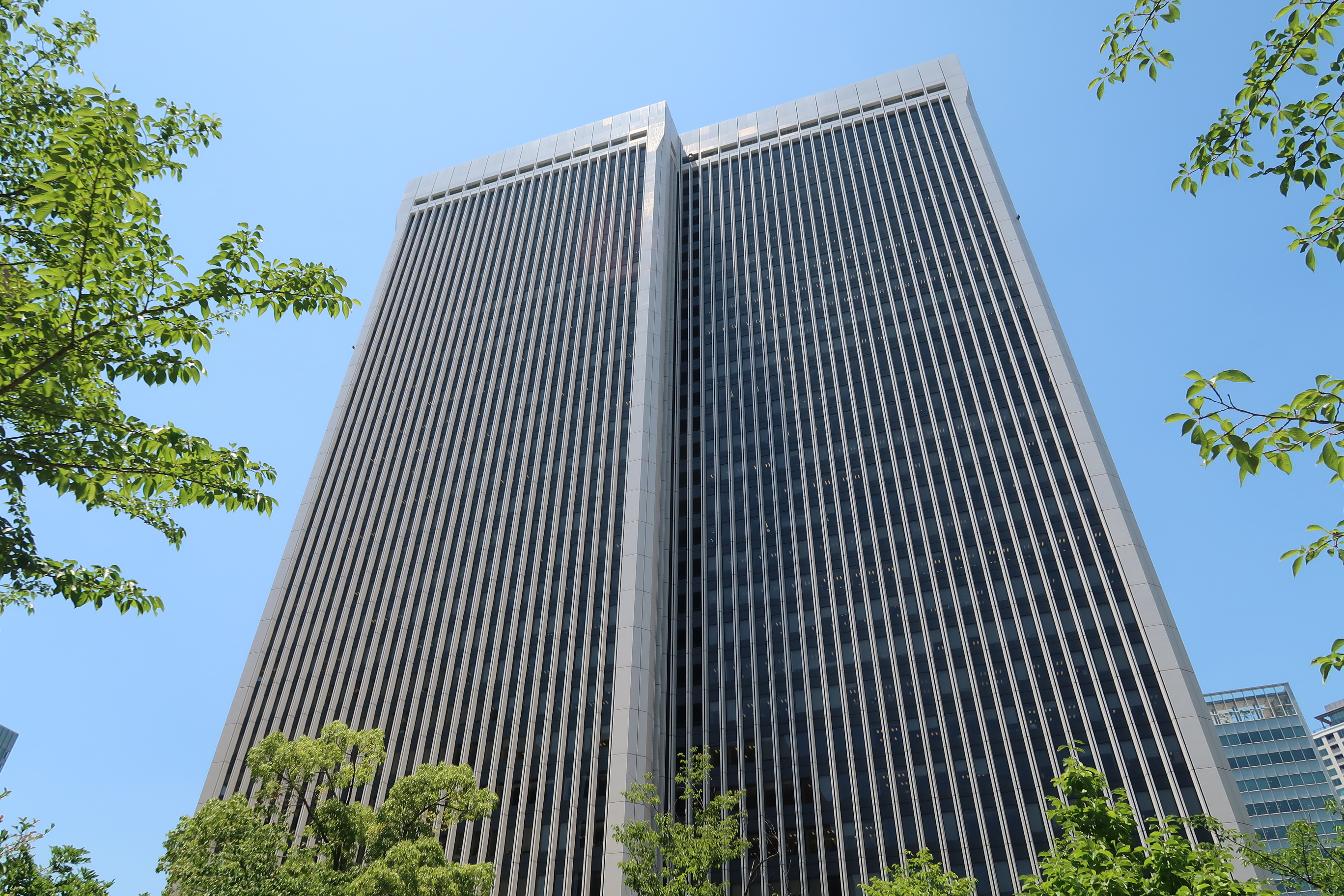
仮事務所が入居しているアーク森ビル

改修工事のため2023年7月20日より下記の住所で仮事務所が運営されており、2026年に改修が完了する予定としている。
- 仮事務所
  - 住所：東京都港区赤坂一丁目12-32 アーク森ビル16階
  - アクセス：東京メトロ南北線六本木一丁目駅・3番出口

- 大使館（改修中）
  - 住所：東京都港区六本木一丁目10-3-100
  - アクセス：東京メトロ南北線六本木一丁目駅・2番出口、東京メトロ日比谷線神谷町駅・2番出口・4b出口

## 歴代大使・公使

### スウェーデン・ノルウェー連合
| 代                                        | 氏名                                           | 在任期間    | 官職名       | 備考                                                               |
| ----------------------------------------- | ---------------------------------------------- | ----------- | ------------ | ------------------------------------------------------------------ |
| 1                                         | ディルク・デ・グラーフ・ファン・ポルスブルック | 1869 - 1871 | 弁理公使     | オランダ弁理公使が代理                                             |
| 2                                         | ファン・デル・フーフェン                       | 1871 - 1873 | 弁理公使     | 信任状捧呈は12月2日 オランダ弁理公使が代理                         |
| 3                                         | W・F・H・ファン・ウェックヘルリン              | 1873 - 1877 | 弁理公使     | 信任状捧呈は7月29日 オランダ弁理公使が代理                         |
| 4                                         | ドン・マリアノ・アルバレス                     | 1877 - 1879 | 弁理公使     | スペイン弁理公使が代理                                             |
| 5                                         | ファン・ストートウェーゲン                     | 1879 - 1880 | 弁理公使     | オランダ弁理公使が代理                                             |
| 6                                         | カステイロイ・トリゲロス                       | 1880 - 1881 | 弁理公使     | スペイン弁理公使が代理                                             |
| 7                                         | ヴァン・デル・ポット                           | 1881 - 1890 | 弁理公使     | オランダ弁理公使が代理                                             |
| 8                                         | デ・ド・ビーランド                             | 1890 - 1896 | 弁理公使     | 信任状捧呈は5月14日 オランダ弁理公使が代理                         |
| 9                                         | ヨンクヘール・テスタ                           | 1896 - 1897 | 弁理公使     | オランダ公使が代理                                                 |
| 10                                        | Ove Gude                                       | 1897 - 1901 | 特命全権公使 |                                                                    |
| 11                                        | ヨンクヘール・テスタ                           | 1901 - 1902 | 特命全権公使 | 信任状捧呈は2月20日 オランダ公使が代理                             |
| 12                                        | スウェルツ・ド・ランダス                       | 1902 - 1905 | 特命全権公使 | 信任状捧呈は8月20日 オランダ公使が代理 MD Swerts de Landas Wyborgh |
| ※1905/10 スウェーデン・ノルウェー連合解除 |                                                |             |              |                                                                    |

### スウェーデン王国

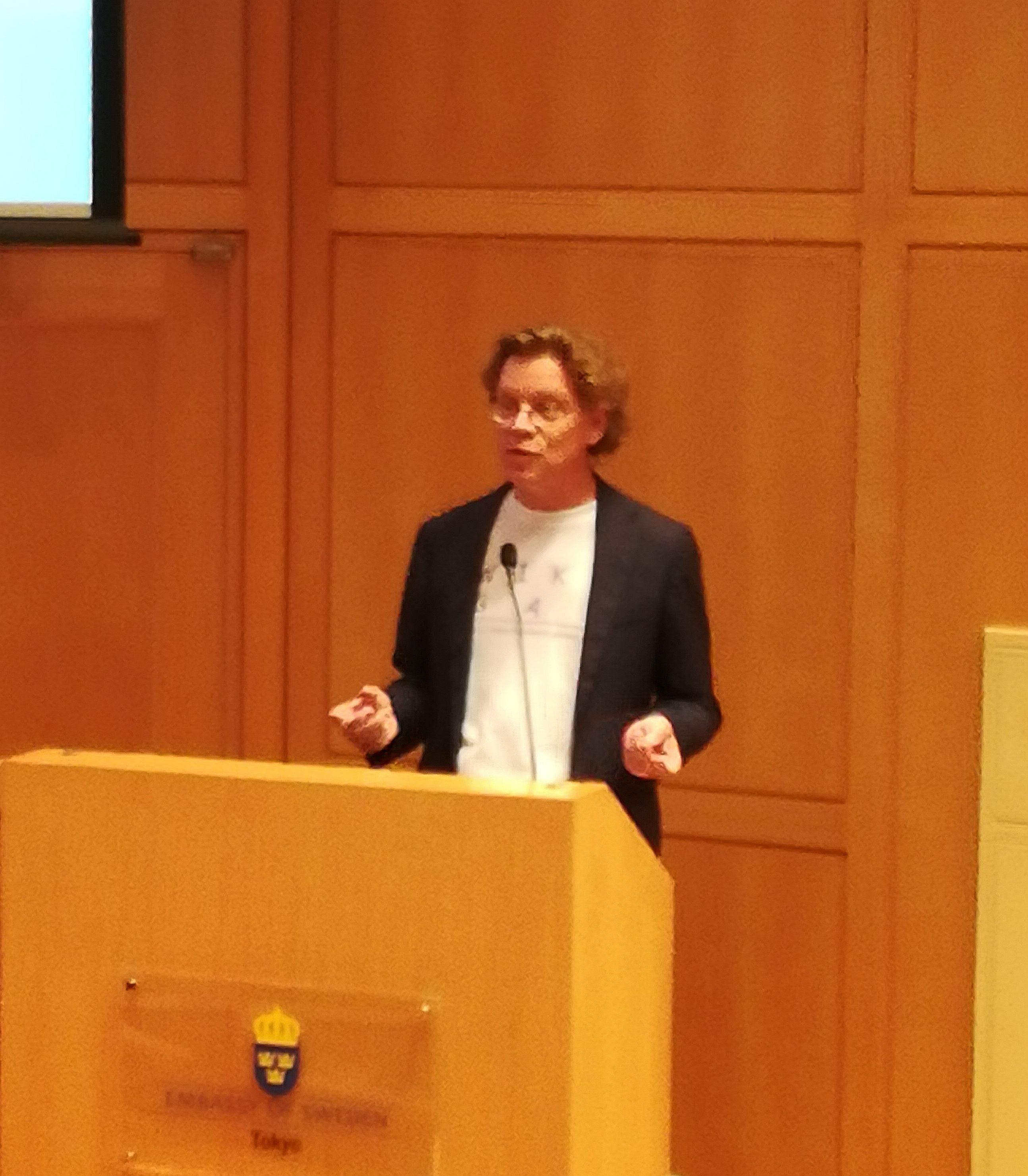
駐日スウェーデン大使ペールエリック・ヘーグベリ(2019年9月29日、駐日スウェーデン大使館、アルフレッド・ノーベル講堂にて)

| 代                    | 氏名                                             | 在任期間                                   | 官職名           | 備考                                    |
| --------------------- | ------------------------------------------------ | ------------------------------------------ | ---------------- | --------------------------------------- |
| 1                     | グスタフ・オスカル・ワレンベルク                 | 1907年 - 1918年                            | 特命全権公使     | 信任状捧呈は1月19日 北京常駐            |
| 2                     | タヴイッド・クリスチアン・ベルグストロエーム     | 1918年 - 1920年                            | 臨時特命全権公使 | 信任状捧呈は7月10日 北京常駐            |
|                       | ニルス・フレドリック・クラエス・ヴィクストランド | 1919年 - 1920年                            | 臨時代理公使     | 北京常駐                                |
|                       | ルートゲル・エッセン                             | 1920年 - 1921年                            | 臨時代理公使     | 北京常駐                                |
|                       | スウエン・ハラルド・プーセット                   | 1921年 - 1923年                            | 臨時代理公使     | 北京常駐                                |
| 3                     | オスカル・アントン・ヘルマン・エーヴェロフ       | 1923年 - 1928年                            | 特命全権公使     | 信任状捧呈は6月16日 北京常駐            |
|                       | スウエン・ハラルド・プーセット                   | 1923年                                     | 臨時代理公使     | 北京常駐                                |
|                       | ニルス・ド・ベーレンクルーツ                     | 1924年                                     | 臨時代理公使     | 北京常駐                                |
|                       | フォルケ・ウエンネルベルグ                       | 1925年、 1925年 - 1926年、 1926年、 1927年 | 臨時代理公使     | 北京常駐                                |
|                       | ウィダール、バッゲ                               | 1928年、 1928年 - 1929年                   | 臨時代理公使     | 北京常駐                                |
| 4                     | ヨハン・エリック・エーワルド・フルトマン         | 1929年 - 1936年                            | 特命全権公使     | 信任状捧呈は4月12日                     |
|                       | ヴィダール・バッゲ                               | 1929年                                     | 臨時代理公使     |                                         |
|                       | ヨーン・ウィーデンフェルト                       | 1931年                                     | 臨時代理公使     |                                         |
|                       | ヨーン・セッテルワル                             | 1932年                                     | 臨時代理公使     |                                         |
|                       | ヨーン・ウィーデンフェルト                       | 1933年                                     | 事務取扱         |                                         |
|                       | M・ラグンワルド・バッゲ                          | 1934年、 1935年、 1936年                   | 臨時代理公使     |                                         |
|                       | T・フーゴー・ウィストランド                      | 1937年                                     | 臨時代理公使     |                                         |
| 5                     | ヴィダール・バッゲ                               | 1937年 - 1945年                            | 特命全権公使     | 信任状捧呈は3月12日 バンコク常駐        |
|                       | T・フーゴー・ウィストランド                      | 1937年 - 1938年、 1939年                   | 臨時代理公使     |                                         |
|                       | エリック・ド・シドー                             | 1943年 - 1944年、 1944年                   | 臨時代理公使     |                                         |
| ※1945/08 公使館閉鎖   |                                                  |                                            |                  |                                         |
|                       | レイフ・オールヴァル                             | 1949年 - 1951年                            | 外交代表         |                                         |
|                       | カール・グスタフ・ラゲフェルト                   | 1951年 - 1952年                            | 外交代表         |                                         |
| 6                     | カール・グスタフ・ラゲフェルト                   | 1952年 - 1956年                            | 特命全権公使     | 信任状捧呈は5月15日                     |
|                       | ペーデル・ハマーショルド                         | 1953年、 1954年                            | 臨時代理公使     |                                         |
|                       | オロフ・リバ                                     | 1954年                                     | 臨時代理公使     |                                         |
| 7                     | ターゲ・ホルム・フレデリク・グリョーンヴァル     | 1956年 - 1957年                            | 特命全権公使     | 信任状捧呈は7月9日                      |
|                       | カール・ジョージ・クラフォード                   | 1957年                                     | 臨時代理公使     |                                         |
| ※1957/12/6 大使館昇格 |                                                  |                                            |                  |                                         |
| 8                     | ターゲ・ホルム・フレデリク・グリョーンヴァル     | 1957年 - 1962年                            | 特命全権大使     | 信任状捧呈は12月20日 ソウル常駐         |
|                       | カール・ジョージ・クラフォード                   | 1958年、 1959年、 1960年                   | 臨時代理大使     | ソウル常駐                              |
|                       | Torsten Chr. Björck                              | 1961年                                     | 臨時代理大使     | ソウル常駐                              |
|                       | シッゲ・デ・リリエヘーク                         | 1962年、 1962年 - 1963年                   | 臨時代理大使     | ソウル常駐                              |
| 9                     | カール・フレドリク・アルムクヴィスト             | 1963年 - 1970年                            | 特命全権大使     | 信任状捧呈は12月30日 ソウル常駐         |
|                       | シッゲ・デ・リリエヘーク                         | 1963年、 1964年                            | 臨時代理大使     | ソウル常駐                              |
|                       | ウルフ・ディンケルシュピール                     | 1964年                                     | 臨時代理大使     |                                         |
| 10                    | グンナール・エドヴァルド・ヘックシャー           | 1970年 - 1975年                            | 特命全権大使     | 信任状捧呈は12月4日                     |
| 11                    | ベンクト・オーデヴァル                           | 1975年 - 1981年                            | 特命全権大使     | 信任状捧呈は9月25日                     |
| 12                    | グンナー・ニコラウス・ロネウス                   | 1981年 - 1986年                            | 特命全権大使     | 信任状捧呈は7月14日                     |
| 13                    | オヴェ・フレデリック・ハイマン                   | 1986年 - 1992年                            | 特命全権大使     | 信任状捧呈は10月24日                    |
| 14                    | アルフ・マグヌス・ヴァールクイスト               | 1992年 - 1997年                            | 特命全権大使     | 信任状捧呈は3月30日                     |
| 15                    | クリステル・クムリン                             | 1997年 - 2002年                            | 特命全権大使     | 信任状捧呈は9月24日                     |
|                       | カール・レイフランド                             | 2002年                                     | 臨時代理大使     |                                         |
| 16                    | ミカエル・リンドストロム                         | 2002年 - 2006年                            | 特命全権大使     | 信任状捧呈は11月25日                    |
|                       | カール・マグヌス・レナートソン                   | 2006年                                     | 臨時代理大使     |                                         |
| 17                    | ステファン・ノレーン                             | 2006年 - 2011年                            | 特命全権大使     | 信任状捧呈は12月22日                    |
| 18                    | ラーシュ・ヴァリエ                               | 2011年 - 2014年                            | 特命全権大使     | 信任状捧呈は11月25日                    |
|                       | ビクトリア・フォーシュルンド・ベラス             | 2014年                                     | 臨時代理大使     |                                         |
| 19                    | マグヌス・ローバック                             | 2014年 - 2019年                            | 特命全権大使     | 信任状捧呈は12月5日                     |
|                       | スベン・アキラ・オストベリ                       | 2019年                                     | 臨時代理大使     |                                         |
| 20                    | ペールエリック・ヘーグベリ                       | 2019年 - 2024年                            | 特命全権大使     | 信任状捧呈は12月12日 (前任地はベトナム) |
|                       | マリア・ヨハンナ・エリザベス リンドクイスト      | 2024年                                     | 臨時代理大使     |                                         |
| 21                    | ヴィクトリア・リー                               | 2024年 -                                   | 特命全権大使     | 信任状捧呈は11月13日                    |